# Bělušice (Boemia centrale)
Bělušice è un comune della Repubblica Ceca facente parte del distretto di Kolín, in Boemia Centrale.